# Moviments socials LGBT

Bandera de l'Arc de Sant Martí símbol del moviment LGBT.

Es diu moviment social LGBT al moviment social i polític que pretén aconseguir la normalització social i l'equiparació de drets dels homosexuals (gais i lesbianes), transexuals, bisexuals, etc. amb els heterosexuals.
Habitualment es pren la part pel tot i es consideren com a equivalents el «moviment social LGBT» i el «moviment d'alliberament LGBT», que normalment es considera sorgit en 1969 amb els aldarulls de Stonewall. No obstant això, existeix un continu històric de lluita pels drets d'homosexuals des del final del segle xix, podent dividir-se en tres períodes històrics distintius:
- el primer moviment homosexual fins a la II Guerra Mundial,
- el moviment homòfil, de 1945 fins al 1970
- el moviment d'alliberament LGBT, des de 1969 fins a l'actualitat.

## Primer moviment homosexual

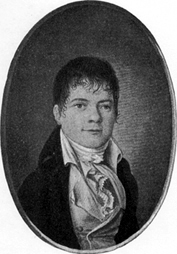
Heinrich Hössli en la seua joventut, el primer militant del moviment gai.

En la segona meitat del segle xix la sodomia era considerada un delicte en la majoria dels països occidentals i els seus colònies, només estava despenalitzada en els països que havien seguit l'exemple del codi penal francès que havia considerat delictes solament aquells comportaments que perjudicaren a un tercer, a Europa aquestes excepcions foren a més de França, l'Espanya, Bèlgica, Luxemburg, els Països Baixos, Portugal, Itàlia i Baviera (abans de la formació de l'imperi alemany), i a Amèrica Brasil, Mèxic, Guatemala i l'Argentina. En la resta de països els homosexuals patien penes de presó, generalment d'entre 5 i 10 anys, que en alguns llocs podien arribar a la cadena perpètua i fins i tot la pena de mort. Aquesta situació feu que en l'últim terç del segle començaren a sorgir iniciatives reivindicant la despenalització allí on encara es condemnava l'homosexualitat. D'antuvi foren accions individuals dels primers activistes com les de Heinrich Hössli (1784-1864), Karl Heinrich Ulrichs (1825-1895) o Károly Mária Kertbeny (1824-1882).
Amb el final del segle a Alemanya començaren a organitzar-se associacions amb l'objectiu d'assolir la despenalització de les pràctiques homosexuals masculines que originaria durant la República de Weimar el moviment de reivindicació dels drets dels homosexuals més actiu del món. En 1897 es creà a Berlín el Comitè Científic Humanitari (Wissenschaftlich-humanitäres Komitee, WhK) per a lluitar contra l'article 175 del codi penal i el per reconeixement social dels homosexuals i els transsexuals, convertint-se així en la primera organització pública de defensa de drets gais del món. El Comitè Científic Humanitari va aconseguir reunir unes 5000 signatures de notables ciutadans demanant l'eliminació de l'article 175 i va dur la petició al Reichstag en 1898, però no fou admesa en ser només donada suport per la minoria del Partit Socialdemòcrata.
En el Regne Unit on la pressió policial era major també sorgí un reduït grup d'activistes en la clandestinitat com Edward Carpenter (1844-1929) o els integrants de l'ordre de Queronea.
Un dels co-fundadors del comitè, el doctor Magnus Hirschfeld, també fundà i dirigí l'Institut für Sexualwissenschaft (Institut per a la investigació sexual). L'objectiu d'aquesta institució va ser la investigació sexològica, en tots els seus aspectes inclosa l'homosexualitat, i destacà per ser pionera mundial a promoure congressos internacionals d'estudi la sexualitat, organitzant la Lliga mundial per la reforma sexual i difondre el que cridaren "reforma sexual", reclamant drets civils i l'acceptació social dels homosexuals i transsexuals.
En 1903 es creà altra destacada organització gai la Gemeinschaft der Eigenen (Comunitat dels propis), fundada per Adolf Brand juntament amb Benedict Friedlaender i Wilhelm Jansen, que el seu ideal era l'amor homosexual entre homes virils i la pederàstia segons el model grec. Els seus membres es trobaven intel·lectualment prop de les idees de Gustav Wyneken sobre l'“Eros pedagògic” i defensaven la masculinitat dels homes gais. Rebutjaven de forma frontal les teories mèdiques de l'època sobre l'homosexualitat, com la teoria dels estadis sexuals intermedis de Magnus Hirschfeld i el Comitè científic-humanitari, al considerar que propagaven l'estereotip d'homosexual efeminat; pel que entraren freqüentment en polèmica, encara que també col·laboraren breument amb ells en la dècada dels anys 1920 per a lluitar contra l'article 175. La Gemeinschaft der Eigenen a més de la lluita política organitzava tot tipus d'activitats culturals i a l'aire lliure per a gais, i van publicar Der Eigene (El propi) la primera revista homosexual regular del món (1896) (abans Karl Heinrich Ulrichs havia publicat ja en 1870 la revista Urnings, de la qual només s'edità un número). Aparegueren novel·les i llibres de tota classe.
«Realment una dona mai serà capaç de convertir-se en una artista destacada, ja que mai podrà infringir l'article 175.»
Sorgiren més organitzacions dissidents amb l'organització de Hirschfeld. Hans Kahnert, fundà en els anys 1920 l'Associació de l'Amistat Alemanya destinada a formar llaços de companyonia entre els homosexuals alemanys. S'obrí un centre a Berlín amb reunions setmanals i que publicaven un butlletí també setmanal dit Die Freundschaft (L'amistat). En 1921 l'associació llançà una crida a l'acció perquè els homosexuals alemanys participaren en la reforma legal:
| « | "Homosexuals, coneixeu les raons que motiven als vostres oponents. També sabeu que els vostres líders i els vostres advocats han treballat dur i incansablement durant dècades per a eliminar els prejudicis, difondre la veritat, reivindicar els vostres drets; i aqueixos esforços no han estat del tot en va. Però la conclusió final és que vosaltres mateixos heu de reivindicar els vostres drets. En última instància, la justícia només serà el fruit del vostre esforç. L'alliberament dels homosexuals només pot assolir-se gràcies a l'esforç dels propis homosexuals." | » |

L'àmbit cultural també reflectí aquest clima reivindicatiu. La llibertat de premsa que hagué durant la República de Weimar facilità que sorgiren gran nombre de publicacions sobre l'homosexualitat. Durant el Període d'entreguerres es publicaren trenta diaris, revistes i butlletins diferents dirigits a homosexuals. El 1919 es realitzà la primera de diverses pel·lícules de temàtica homosexual a Alemanya, Diferent de la resta (títol original: Anders als die Andern), interpretada per Conrad Veidt, que narra la història d'un homosexual víctima de xantatge, que desesperat demana ajuda a un metge famós (interpretat pel mateix Magnus Hirschfeld) que acaba suïcidant-se per la pressió social. i el 1921 es fundà el grup de teatre homosexual Theater des Eros. Fins i tot en 1920 es compongué el primer himne homosexual Das lila Lied (La cançó violeta).
En 1929 Comitè Científic Humanitari amb el suport de les altres organitzacions homosexuals aconseguí dur de nou al Reichstag la despenalització, aconseguint que un comitè parlamentari tractara un projecte de llei per a eliminar l'article 175. Tots els delegats dels partits polítics alemanys, inclòs el Partit Comunista d'Alemanya, amb l'única excepció del partit nazi, van votar a favor de la retirada de l'article 175 en la votació del comitè i presentar-la al ple, quan el crac del 1929, la crisi financera que va originar i les condicions d'annexió d'Àustria donaren al trast amb el nou projecte de llei, i el clima de tolerància desapareixerien per complet amb l'ascensió del règim nazi al poder en 1933.

## Moviment homòfil
Es denominà moviment homòfil el moviment homosexual sorgit després de la Segona Guerra Mundial, aproximadament entre 1945 i 1970.
El terme «homòfil», del grec ομος (homos, igual) i φιλία (filia, amor), fou adoptat pels grups d'aquesta època com a alternativa a la paraula homosexual, per a emfatitzar l'amor en lloc del sexe, i allunyar-se de la imatge negativa i estereotipada de l'homosexual sexualment promiscu. La paraula va ser creada per Karl-Günther Heimsoth en la seua tesi doctoral de 1924, Hetero i homòfil.
Pretenien aconseguir l'acceptació dels homosexuals i aconseguir que foren membres respectables de la societat a través de dos mitjans: la difusió del coneixement científic sobre l'homosexualitat, que bandejara mites negatius, i el debat per a intentar convèncer a la majoria de la societat que, a pesar de les diferències que es reduïen a l'àmbit privat, els homosexuals eren persones normals i honrades. Es considera a aquests grups políticament moderats i cautelosos en comparació dels moviments LGBT tant precedents com amb els quals els succeïren. Va haver alguna excepció més radical com el comunista nord-americà Harry Hay. No obstant això, pocs estaven disposats a eixir de l'armari, ja que s'arriscaven a ser empresonats en la majoria dels països occidentals i l'homofòbia imperava en l'opinió pública de l'època.
En aquest període es van formar diverses organitzacions homòfiles en diversos països d'Europa i Amèrica com l'holandesa COC, les daneses Forbundet af 1948 i International Homosexual World Organisation; les nord-americanes Mattachine Society i Daughters of Bilitis; i les angleses Homosexual Law Reform Society i Campaign for Homosexual Equality.
Una de les principals tasques que van realitzar els grups homòfils va ser la de publicar revistes que difongueren els coneixements científics sobre homosexualitat i tractaren el tema des d'un punt de vista positiu, entre aquestes publicacions destacaren Der Kreis, Arcadie i ONE, Inc.
El terme homòfil caigué en desús amb el declivi del moviment i les seues organitzacions al sorgir el moviment d'alliberament gai a partir de 1969.

## Moviment d'alliberament LGBT
Els disturbis de Stonewall produïts en el Greenwich Village en protesta per l'assetjament policial a la comunitat gai de Nova York van suposar un punt d'inflexió en la lluita a favor els drets civils dels homosexuals de tot el món. Es van desencadenar el 28 de juny de 1969 com a reacció a una batuda policial en el bar d'ambient gai, el Stonewall Inn, estenent-se als carrers adjacents durant tres dies. Era la primera vegada que la comunitat homosexual s'enfrontava de forma contundent contra les forces policials, i van causar gran commoció en la comunitat servint d'aglutinant de les petites organitzacions homófilas que havien estat funcionant fins llavors. Tan sols unes setmanes més tard es va fundar a Nova York el Front d'Alliberament Gai (GLF). L'elecció del seu nom s'explica per la proximitat ideològica amb les lluites anti-imperialistes a Vietnam i Algèria. A final d'any, el GLF ja comptava amb grups en ciutats i universitats per tot el país, i encara que va tenir una existència fugaç aviat va ser reemplaçada per altres grups més estables com Gai Activists Alliance. En poc temps van sorgir organitzacions similars a Canadà, França, Regne Unit, Bèlgica, Països Baixos, Mèxic, Argentina, Austràlia i Nova Zelanda. I no van trigar a aparèixer altres grups amb els mateixos objectius la majoria dels països de món.

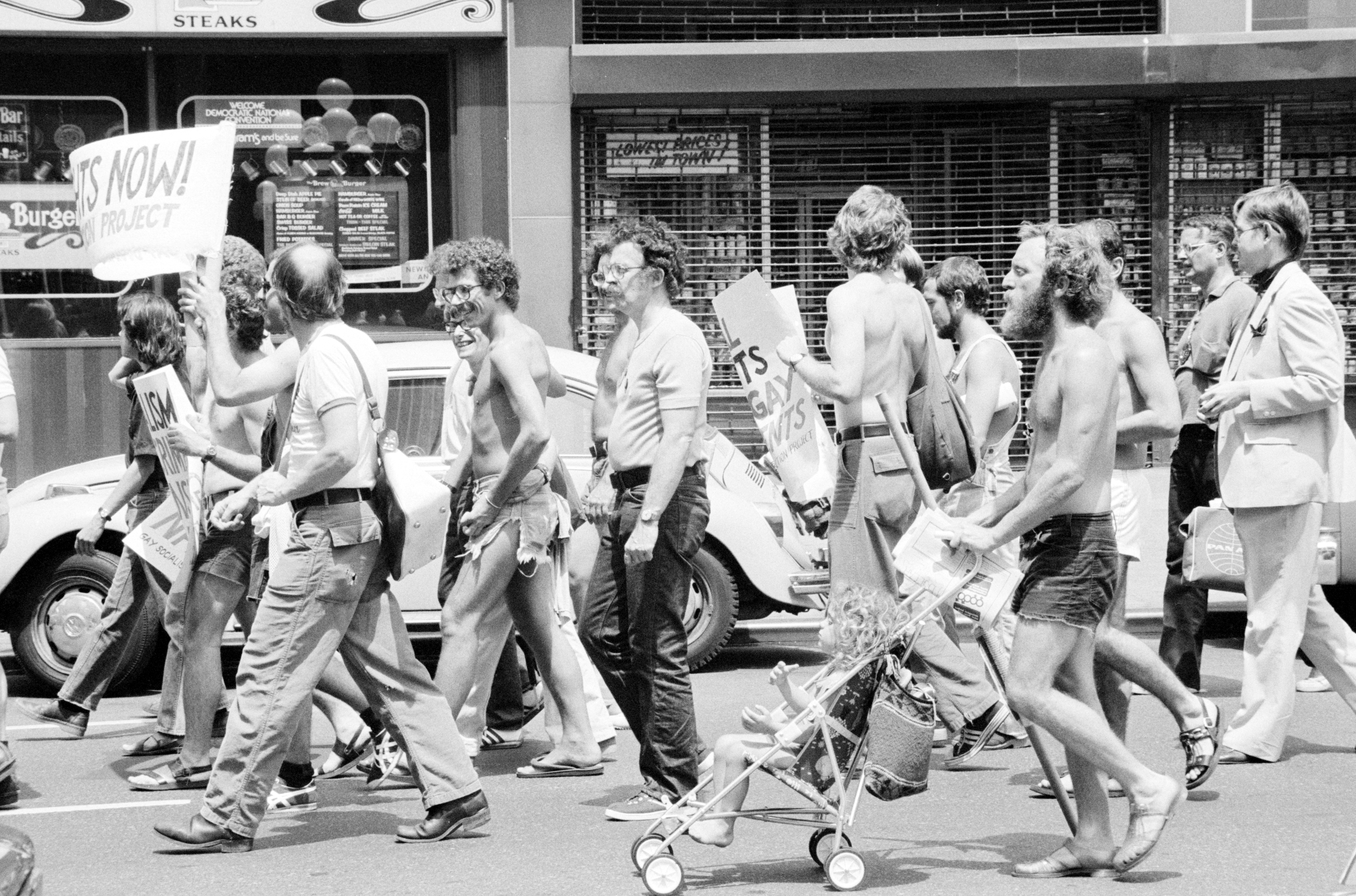
Manifestants a favor dels drets civils dels homosexuals a Nova York el 1976.

A fi de commemorar el primer aniversari de la revolta de Stonewall, el GLF va organitzar una manifestació pacífica des de Greenwich Village fins a Central Park, a la qual van acudir entre 5.000 i 10.000 homes i dones. Des de llavors i fins avui, la major part de les festivitats de l'Orgull gai se celebren al voltant d'aquesta data, definida per D'Emilio com “la caiguda d'una forqueta sentida a tot el món”.
L'èxit i conseqüències dels disturbis de Stonewall es deuen en gran manera al canvi de mentalitat general que s'havia produït en la societat en els anys 60, promoguda per la revolució sexual, el moviment feminista i la lluita pels drets civils de les minories racials. Stonewall representa un punt d'inflexió en l'organització dels col·lectius i la interconnexió de la subcultura gai, canviant radicalment el seu programa polític. Mentre que els activistes de les generacions anteriors havien lluitat sobretot per una major acceptació, les generacions següents a Stonewall exigiran el reconeixement social, la integració i equiparació de drets completa.

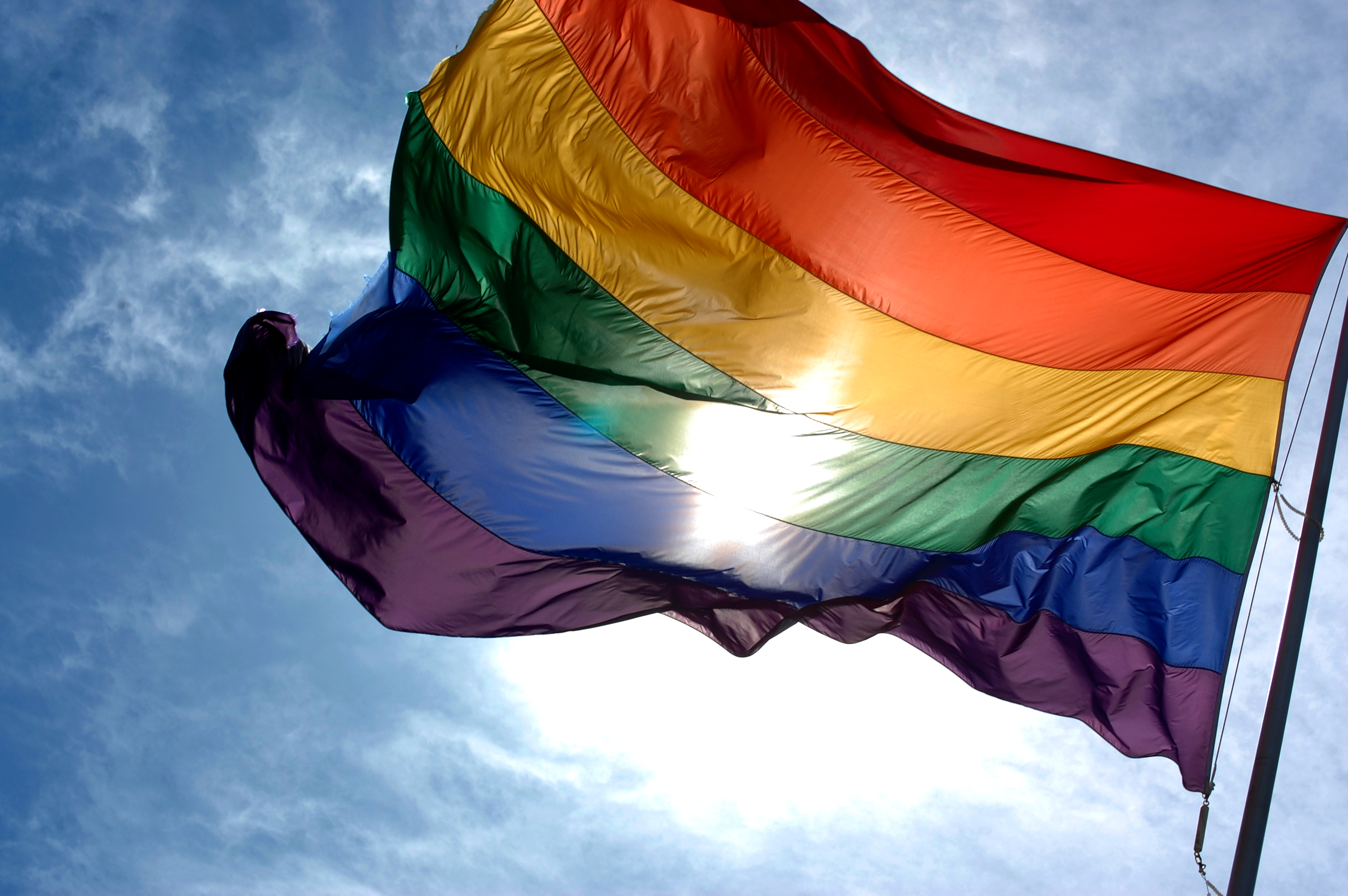
Bandera de l'orgull lgbt onejant en un cel assolellat.

A la major part d'Europa i Amèrica s'ha aconseguit la despenalització de l'homosexualitat, no sense dificultats, ja que en països democràtics com els EUA va haver de ser el tribunal Suprem el que derogués les lleis de sodomía que persistien el 2003. La següent reivindicació dels col·lectius des del final del segle XX a més de lluitar per la despenalització de les pràctiques homosexuals en la resta del món, ha estat aconseguir el reconeixement de les unions civils i el matrimoni entre persones del mateix sexe per equiparar els drets de les parelles homosexuals al de la resta dels ciutadans en matèries tan comunes com a herència, accés a la seguretat social del company, beneficis fiscals, etc.
El primer estat del món a legalitzar els matrimonis homosexuals van ser els Països Baixos el 2001. El primer matrimoni va celebrar-se a l'ajuntament Ámsterdam l'1 d'abril d'aquest mateix any.
Van seguir als Països Baixos a reconèixer els matrimonis homosexuals, Bèlgica (2003), Espanya (2005), Canadà (2005), Sud-àfrica (2006), Noruega (2009), Suècia (2009), Portugal (2010), Islàndia (2010), Argentina (2010), Dinamarca (2012), Uruguai (2013), Nova Zelanda (2013), França (2013) i Brasil (2013). En aquest any (2015) es va aprovar la llei als 50 estats del pais Estats Units més el Districte de Columbia, i Mèxic, D. F. i Quintana Roo (Mèxic).
A més molts estats europeus i americans han aprovat lleis que permeten la unió civil a les parelles homosexuals, amb diferents graus de similitud a les unions matrimonials.

## El moviment social LGBT als Països Catalans
Malgrat la formació d'alguns grups clandestins durant la dictadura franquista, les primeres organitzacions LGBT catalanes apareixen just després de la mort del dictador. Així l'any 1975 es funda a Barcelona el Front d'Alliberament Gai de Catalunya. Un any més tard es constitueix, també a Barcelona, l'Institut Lambda que serà l'embrió del futur Casal Lambda.
Amb el temps, fruit de la diversitat de plantejaments i d'objectius del moviment LGBT s'aniran creant diferents organitzacions, com ara la Coordinadora Gai-Lesbiana de Catalunya, el Col·lectiu Gai de Barcelona, el Col·lectiu de Transsexuals de Catalunya o el Col·lectiu Lambda de Lesbianes, Gais i Transsexuals al País Valencià. Després d'anys d'intencions, és a partir de 1995 quan es funda l'Espai Acció Gai-Lesbià de Lleida i entorn, associació apartada dels pols atraients de Madrid i Barcelona.